# Váradi Eszter-díj

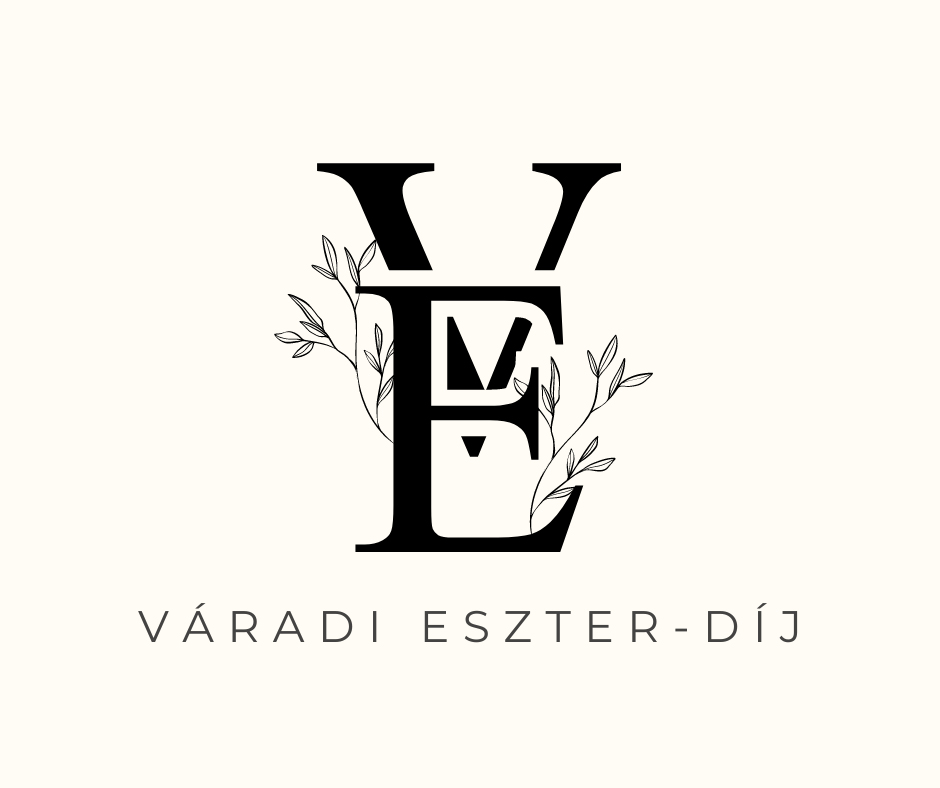
Váradi Eszter-díj

A Váradi Eszter-díjat Hajós István alapította nagymamája, Váradi Eszter emlékére, aki jelentős szerepet játszott az életében és nevelésében. Nagymamája olyan értékeket adott át számára, amelyek meghatározóak voltak abban, hogy megalapítsa és elindítsa az alapítványát, valamint ezt az életutat válassza magának.
A díjat 2023-ban, az első évben 8 kategóriában, 2024-ben már 13 kategóriában ítélték oda azoknak, akik az adott területen a legkiválóbbak, és emellett aktívan támogatják az alapítvány munkáját. Ez a támogatás nemcsak anyagi formában valósulhat meg, hanem például rendezvényeken való részvétellel, új támogatók bevonásával, más módon történő segítségnyújtással vagy a saját területén elvégzett munka kimagasló minőségével.
A díjat a kuratórium ítéli oda az előzetes jelölések alapján. Bárki jelölhet bárkit, ha az az alábbi leírásban szereplő feltételeknek megfelel.

## Díjkategóriák

### Az Év Önkéntese
Minden évben egy olyan kivételes személyt ismerünk el a díjjal, aki önzetlen munkájával és elkötelezettségével jelentősen hozzájárul alapítványunk   fejlődéséhez. Tevékenysége példaként áll előttünk, hiszen megmutatja, hogy a jótékonyság és a segítőkészség valóban képes pozitív változást hozni a világba.

### Az Év Magánszemély Támogatója
A díjat minden évben egy olyan magánszemélynek adjuk, aki nemcsak anyagi hozzájárulásával, hanem idejével és személyes elkötelezettségével is jelentős mértékben segíti a családjainkat.

### Az Év Céges Támogatója
A díjat annak a vállalatnak ítéljük oda, amely kiemelkedő anyagi vagy szolgáltatási támogatásával jelentősen hozzájárul céljaink megvalósításához.

### Az Év Előadója
Minden évben díjazunk egy előadót, aki felajánlásai révén részt vesz rendezvényeinken, és munkásságával jelentős mértékben hozzájárul azok sikeréhez.

### Az Év Előadóművésze
Rendezvényeink szerves részét képezik azok az előadóművészek, akik a közönségünket szórakoztatják. Minden évben díjazzuk azt az előadóművészt, aki folyamatos szereplésével kiemelkedően hozzájárul rendezvényeink sikeréhez, és tevékenységével rászolgál a díjra.

### Az Év Nagykövete
A nagyköveti csapat kulcsfontosságú az alapítvány életében, hiszen rajtuk keresztül sok embert érünk el. Az alapítványért végzett munkájukkal nemcsak a tevékenységünket segítik, hanem egyfajta hitelességet is adnak számunkra. Minden évben díjazzuk azt a nagykövetünket, aki munkájával kiemelkedően hozzájárul az alapítvány fejlődéséhez és céljaink megvalósításához.

### Az Év Médiatámogatója
A médiamegjelenések rendkívül fontosak az alapítványunk számára, hiszen ezek révén egyre több emberhez eljutunk. A segítségükkel tudjuk megtalálni azokat a családokat, amelyek támogatásra várnak, valamint azokat a potenciális támogatókat is, akik szívesen csatlakoznának a küldetésünkhöz. A média közvetítésével az alapítványunk üzenete szélesebb körben válik elérhetővé, így még több embernek nyújthatunk segítséget. A díjat minden évben az a partner kapja, amely nemcsak megjelenési lehetőséget biztosít számunkra, hanem egyéb módon is aktívan támogatja az alapítvány tevékenységét.

### Az Év Gyermekorvosa
Tevékenységünkből adódóan fontosnak tartjuk, hogy értékeljük azokat az orvosokat, akik beteg gyerekekkel foglalkoznak. Minden évben díjazunk egy orvost, aki hosszú ideje fáradhatatlanul dolgozik azon, hogy szebbé tegye a beteg gyermekek mindennapjait.

### Az Év Egészségügyi Dolgozója
Az egészségügyi dolgozók munkája éppoly fontos, mint az orvosoké. Közéjük tartoznak a nővérek, a szakápolók és bármilyen más egészségügyi személyzet tagjai, akik nap mint nap számos órát töltenek a beteg gyermekekkel. Minden évben azt a kiváló dolgozót értékeljük, aki kiemelkedő módon hozzájárul a gyermekek jólétéhez és a mindennapjaik javításához.

### Az Év Utánpótlás Női Sportolója
Olyan fiatal női versenyzők kaphatják meg a díjat, akik a saját sportágukban tehetségesek, példamutatók, kimagasló eredményeket értek el, és az adott sportág országos szakszövetsége jelöli őket. 

### Az Év Utánpótlás Férfi Sportolója
Olyan fiatal férfi versenyzők kaphatják a díjat, akik a saját sportágukban tehetségesek, példamutatók, kimagasló eredményeket értek el, és az adott sportág országos szakszövetsége jelöli őket. 

### Életműdíj
Ezt a díjat olyan személy kaphatja meg, aki minimum az 50. életévét betöltötte, az általa képviselt terület kimagasló egyéniségévé vált, azt már oktatja, az eredményeivel az adott terület népszerűsítésén dolgozik, hogy a megszerzett tudást és tapasztalatot átadhassa a következő generációnak.  

### Különdíj
A különdíjat olyan személy vagy vállalat kaphatja, aki/amely különleges tevékenységet folytat az alapítványért, és egyedi ötletekkel segíti annak munkáját.
Az alapítvány számára bárki javasolhat az adott kategóriákban személyt, de alapvetően az alapítványban dolgozók jelölik őket. A jelölést az alapító terjeszti a kuratórium tagjai felé. A díjakat az előző évi nyertes, új kategória esetén pedig az alapító adja át a díjazottoknak.

## 2023-as díjazottak:
- Az Év Nagykövete: Proksa Szandra
- Az Év Támogatója (Vállalati kategória): Wiking Yacht Klub – Varga Miklós
- Az Év Magánszemély Támogatója: Orosné Bocskai Magdolna
- Az Év Médiatámogatója: TV2 Tények Plusz
- Az Év Önkéntese: Stefanics Julianna
- Az Év Előadója: Gangel Péter
- Az Év Előadóművésze: Szolnoki Andrea
- Különdíj: Oravecz Ákos, E-Print Magyarország

## 2024-es díjazottak:
- Az Év Önkéntese: Csapó László
- Az Év Médiapartnere: TV2 – Mokka
- Az Év Magánszemély Támogatója: Kalóczkai Péter
- Az Év Céges Támogatója: Electro Solution Hungary Kft. (Daewoo Magyarország)
- Az Év Előadóművésze: Lévai Enikő
- Az Év Előadója: Thuróczy Áron
- Az Év Utánpótlás Női Sportolója: Sütő Doroti (Muay thai)
- Az Év Utánpótlás Férfi Sportolója: Nyári László (Muay thai)
- Az Év Nagykövete: Rácz Jenő
- Az Év Egészségügyi Dolgozója: Sikó-Laky Ivett
- Az Év Gyermekorvosa: Dr. Rónaszéki Ágoston
- Az Év Életműdíjasa: Windt Gábor (harcművész)
- Az Év Különdíjasa: Lipóti Pékség